# The Real Housewives of Beverly Hills
The Real Housewives of Beverly Hills (forkortet RHOBH) er en amerikansk reality-tv-serie som havde premiere 14 oktober 2010 på Bravo. Serien følger nogle rige kvinder, der bor i Los Angeles, Californien.